# جون بارنارد
جون بارنارد (بالإنجليزية: John Barnard)‏ هو مدرس وملحن بريطاني، ولد في 20 أبريل 1948 في لندن في المملكة المتحدة.

## وصلات خارجية
- جون بارنارد على موقع ميوزك برينز (الإنجليزية)